# ジャシンダ・アーダーン
ジャシンダ・ケイト・ローレル・アーダーンGNZM（英: Jacinda Kate Laurell Ardern [dʒəˈsɪndə ɑːrˈdɜːrn]、1980年7月26日 - ）は、ニュージーランドの政治家。ニュージーランド首相（第40代）、ニュージーランド労働党の第17代党首を務めた。

## 来歴
1980年7月26日にニュージーランド北島のハミルトンに誕生する。父の勤務地モリンズビル、ベイ・オブ・プレンティ地方のムラパラに育つ。叔母Marie Ardernマリー・アーダーンの勧めで10代でニュージーランド労働党へ入党する。
モリンズビル・カレッジ卒業後、ワイカト大学へ進学しコミュニケーション学、政治学、パブリック・リレーションズを学ぶ。学位は、学士（コミュニケーション学）。
2001年にワイカト大学を卒業し、インターン生としてヘレン・クラーク（第37代ニュージーランド首相）、フィル・ゴフ（第13代ニュージーランド労働党党首、第2代オークランド市長）の事務所へ勤務する。アメリカ合衆国ニューヨークでボランティア活動に従事した後、英国ロンドンへ渡り、インターン生としてトニー・ブレア（元英国首相）の事務所に勤務する。
2008年に国際社会主義青年同盟（IUSY）委員長に就任。
2008年の総選挙に立候補し、ワイカト選挙区で敗北するも比例復活で初当選。2011年、2014年の総選挙でも比例名簿入りして3期連続当選を果たす。2017年2月、デビッド・シアラーの政界引退に伴い行われたマウント・アルバート選挙区の補欠選挙に立候補して当選を果たす（4期目）。同年3月、労働党副党首を務めるアネット・キングが次期総選挙へ立候補せず政界引退を表明。これに伴い、アーダーンは労働党副党首に就任。同年8月、支持率低迷を理由にアンドリュー・リトル労働党党首が辞任し、第16代労働党党首に就任した。
アーダーン党首就任以降、労働党の支持率は急回復し、同年9月23日の総選挙で労働党は14議席を増やし46議席を獲得。しかし政権与党の国民党（56議席）には及ばず第2党に留まった。連立政権樹立へ向けた話し合いが行われ、同年10月19日、ニュージーランド・ファースト党のウインストン・ピータースは労働党との連立政権樹立に合意したことを発表。閣僚経験がなく、（イギリス領ニュージーランド時代を含めて）同国政治史150年の中で最年少の37歳3か月で首相に就任した。また、ジェニー・シップリー、ヘレン・クラークに続いて3人目の女性首相となった。
2019年9月19日、ラグビーワールドカップ2019開催時期に合わせて訪日。安倍晋三首相らと会談を行った。
アーダーンは、クライストチャーチモスク銃乱射事件後の2019年に北京を訪問した際に、中国の習近平総書記（国家主席）と新疆ウイグル自治区におけるウイグル人抑圧について「私的」に話し合ったが、『ニューヨーク・タイムズ』は、ニュージーランドがミルク、肉、ワインなど多くの製品を中国に輸出していることから、アーダーンが経済的理由で新疆ウイグル自治区におけるウイグル人抑圧をたらい回しにしていると非難している。
2020年3月、2019新型コロナウイルスの感染拡大局面において、外国人の入国禁止のほか国民の行動を制限する厳しい措置を採ったが、国民からの反発は限定的なものであり、同年10月17日に行われた総選挙では、労働党を率いて過半数の議席を獲得して勝利を収め、首相続投を確実なものとした。
2022年4月20日、シンガポールを経て日本を訪問。4月21日には岸田文雄首相とウクライナ情勢や環太平洋連携協定（TPP）などについて会談を行った。
2023年1月19日、首相を2月7日までに退任し、4月まで議員を続けた上で10月14日に解散総選挙を実施すると発表。再選については、目指すエネルギーは残っていないとして否定した。1月22日に後任の労働党首に選出されたクリス・ヒプキンスが25日に首相に就任し、アーダーン政権は5年間の歴史に幕を下ろした。4月5日には議会で議員として最後の演説を行ない、「繊細で心配性」である自分が議員や首相を務めたことで「これまでと違うあり方を示せたと思う」と振り返り、「私みたいに」「母親でも、泣き虫でも」国を率いることができると語った。
2023年秋よりハーバード大学ケネディ・スクールの特別研究員を務める予定。終了後にはニュージーランドへ帰国する意向を示している。

## 人物
末日聖徒イエス・キリスト教会の家庭で生まれ育ったが、同性愛者などLGBT当事者の友人らを支持する立場から、同性結婚の合法化に反対するといった結婚に対する保守的な立場を受け入れられず、20代前半に末日聖徒イエス・キリスト教会の信仰から離脱。

## 家族

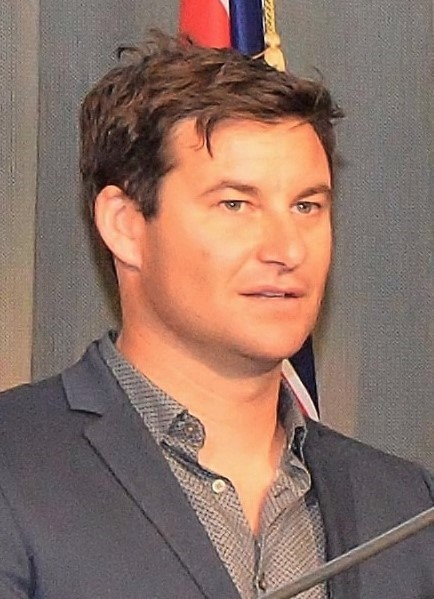
夫のクラーク・ゲイフォード（2017年）

父のロス・アーダーンは元警察官で、2005年にニウエ警察長官に就任。2014年から在ニウエ･ニュージーランド高等弁務官（大使級）に就任。母はローレル・アーダーン。
ディスクジョッキー（DJ）兼テレビ司会者のクラーク・ゲイフォードと事実婚関係にあり、2019年4月に婚約。2021年5月5日に夏を目処に正式に結婚することを自身が出演したラジオ番組で明かしている。2022年に結婚式を予定していたが、首相だったアーダーンが発動した新型コロナウイルス対策に従い、式をキャンセルした。2024年1月13日に挙式した。
2018年1月に妊娠を発表。同年6月21日に第一子（女児 ）を出産。産後6週間は産休を取得し、その間は副首相のウインストン・ピータースが首相代行を務めた。同年8月2日に公務に復職し、世界で初めて首相在任中に産休を取得した政治家となった。
パドルズという名の猫を飼っていたが、2017年11月7日に死去した。

## ギャラリー

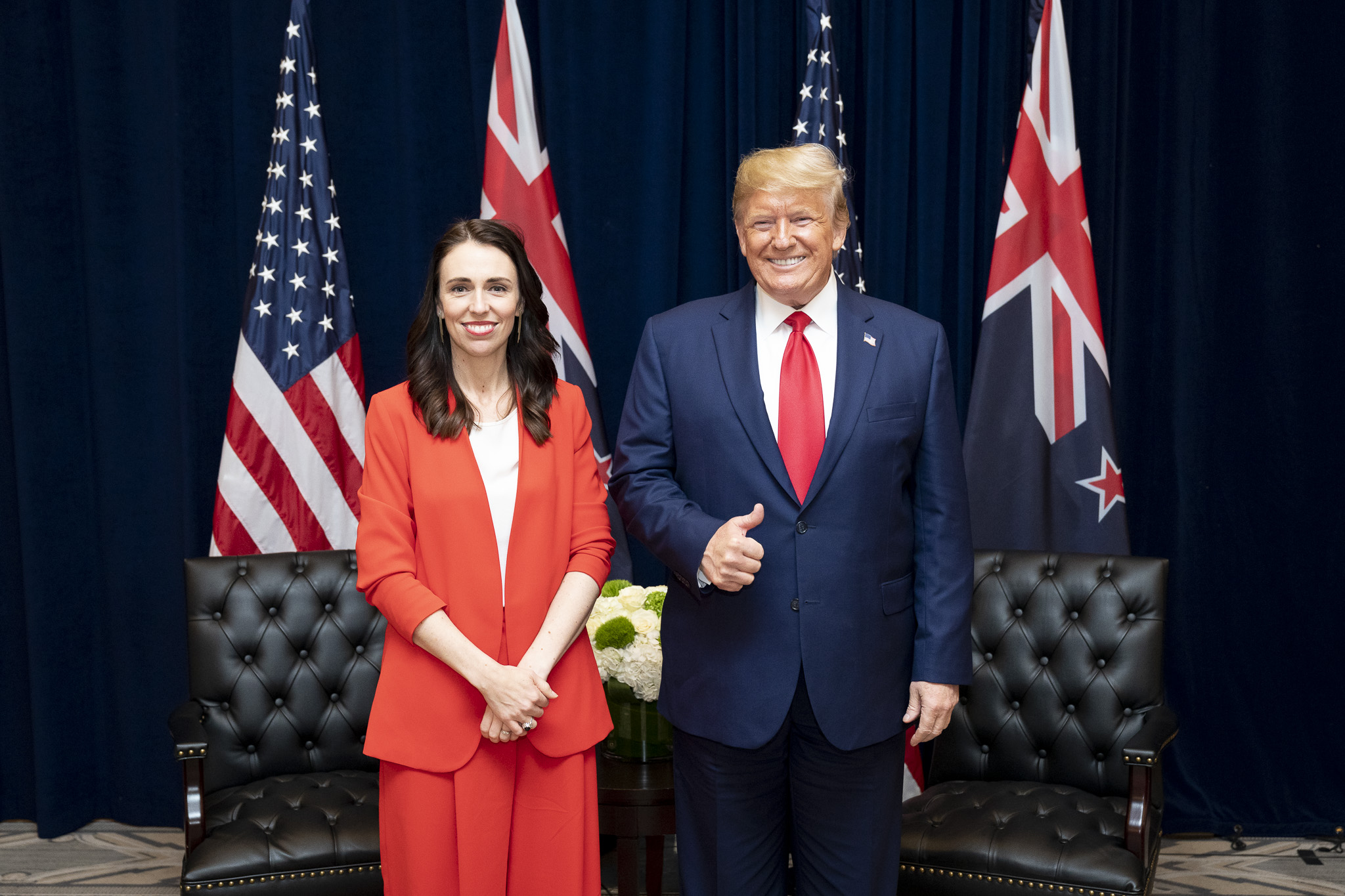
アメリカのドナルド・トランプ大統領と（2019年9月23日）
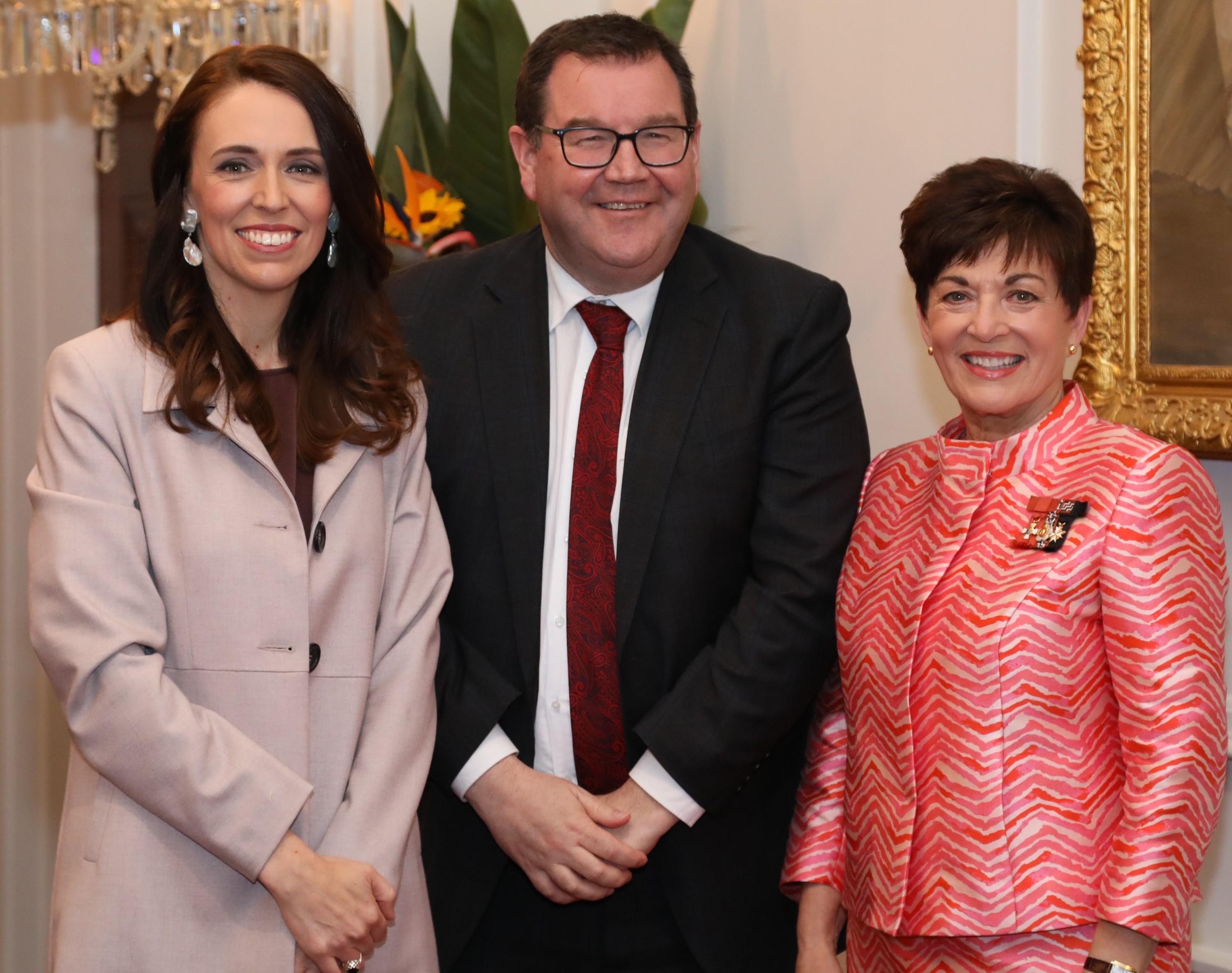
左からアーダーン、グラント・ロバートソン、パツィー・レディ（2020年11月6日）
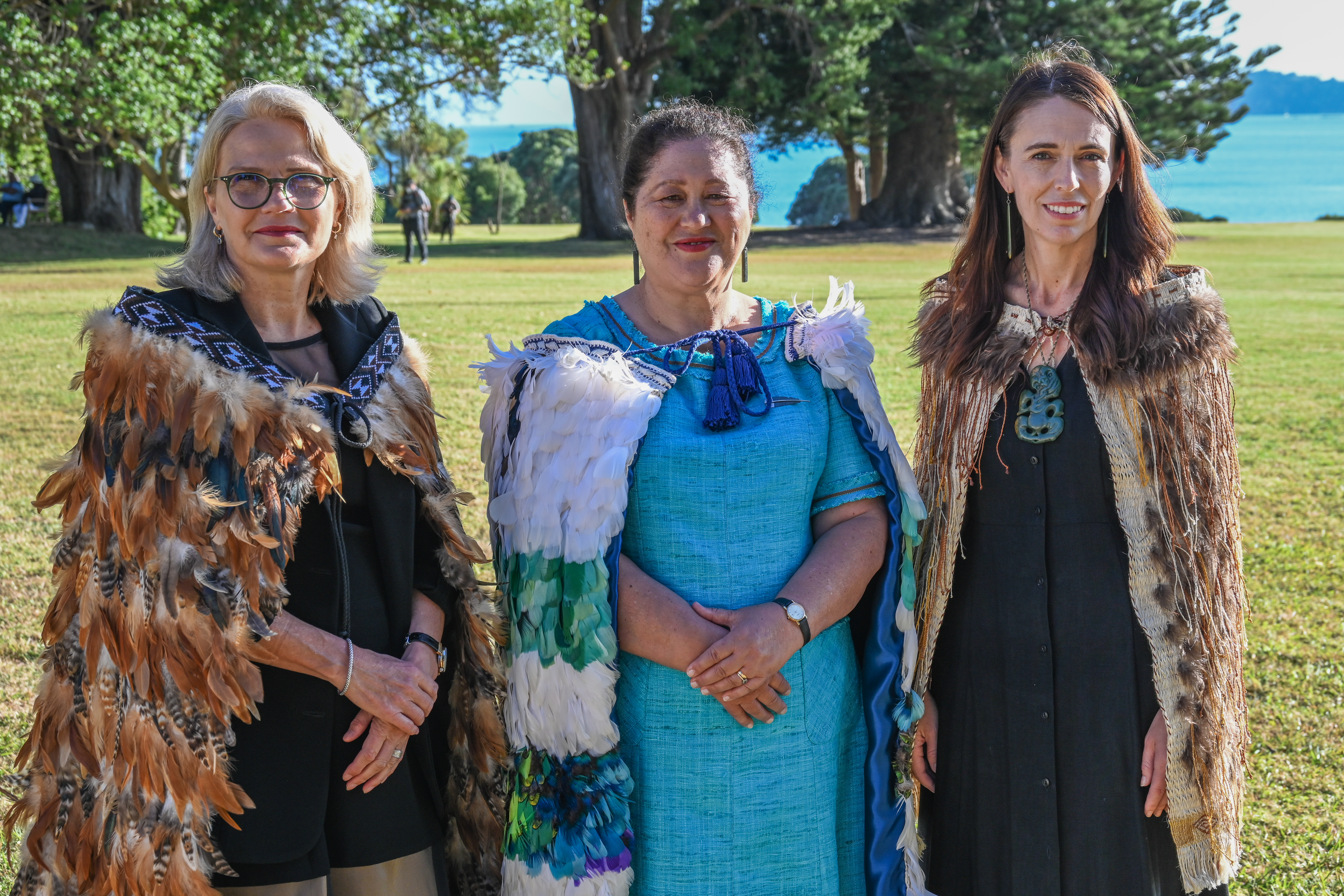
ヘレン・ヴィンケルマン最高裁長官とシンディ・キロ総督と（2022年1月22日）
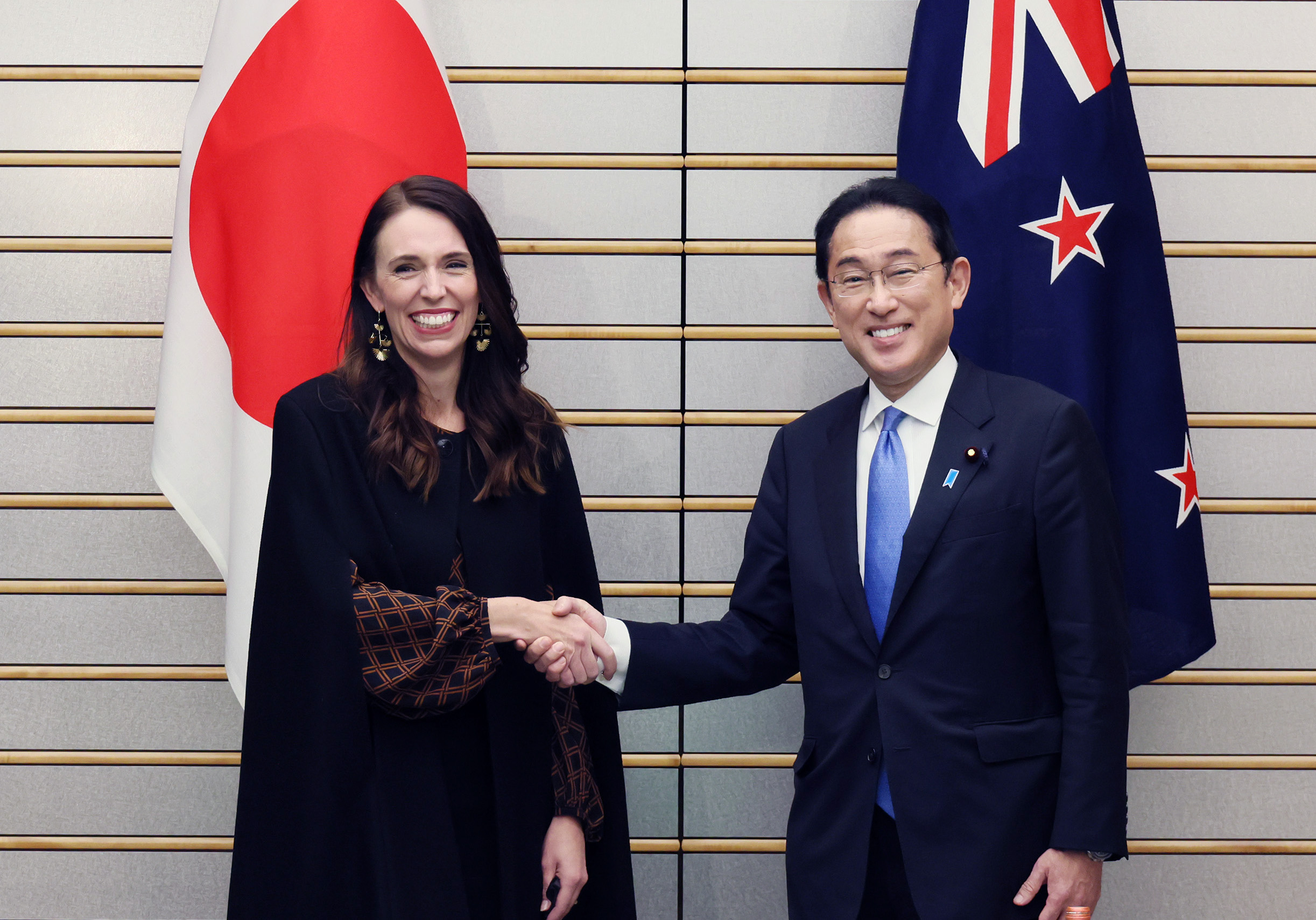
岸田文雄首相と（2022年4月21日、日本の首相官邸）
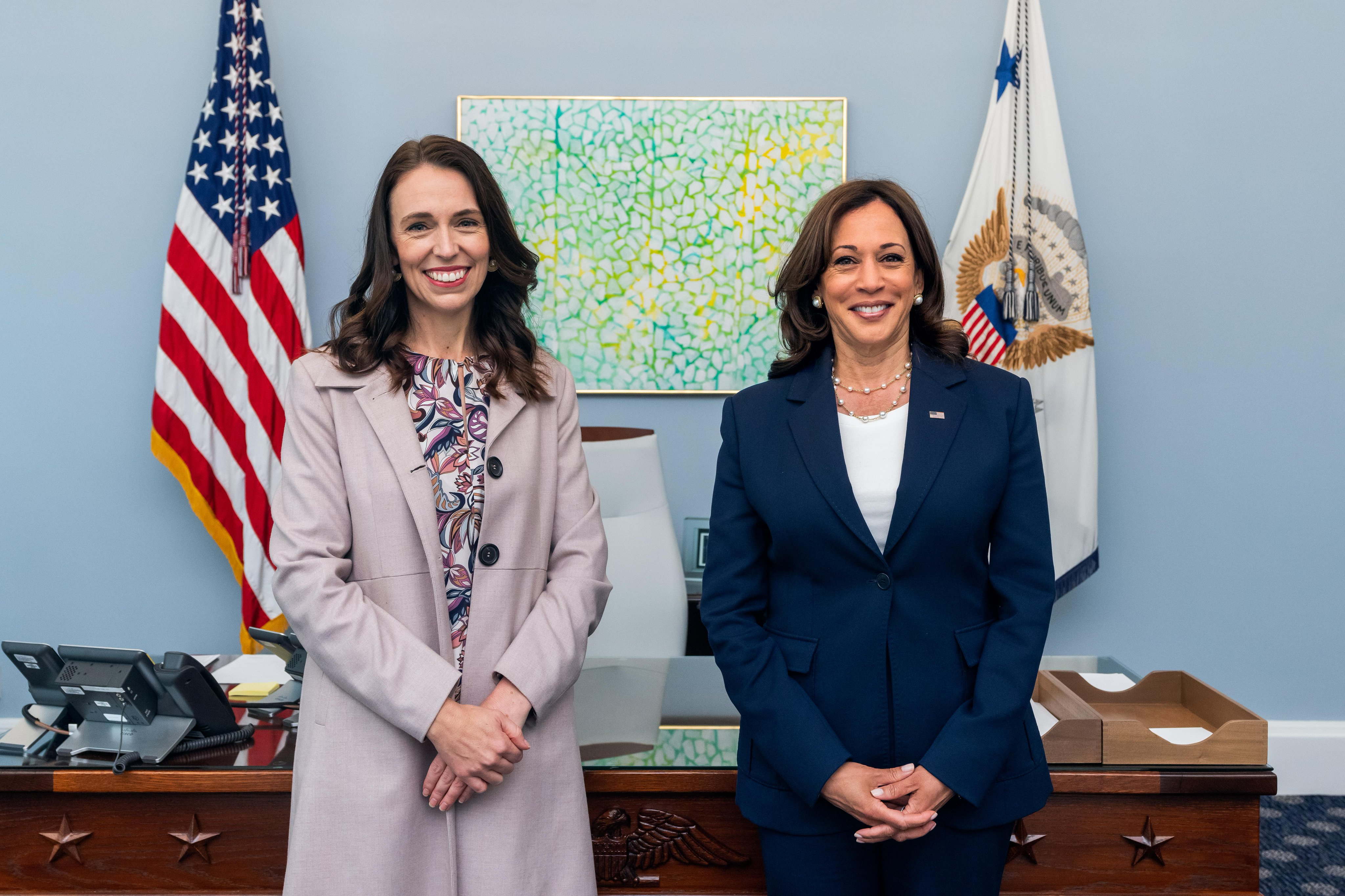
カマラ・ハリスと（2022年5月31日）